# 讷沃迈松 (埃纳省)
讷沃迈松（法語：Neuve-Maison，法語發音：[nœv mɛzɔ̃]，意为“新房”）是法国上法蘭西大區埃纳省的一个市镇，属于韦尔万区。

## 地理
讷沃迈松（49°55'49"N, 4°1'57"E）面积8.42 平方千米，位于法国上法蘭西大區埃纳省，该省份为法国北部内陆省份，北起北部省，西接索姆省和瓦兹省，东临阿登省和马恩省，西南至塞纳-马恩省，东北部与比利时接壤。
与讷沃迈松接壤的市镇（或旧市镇、城区）包括：比尔、伊尔松、蒙德勒皮、奥伊、蒂耶拉什地区奥里尼。
讷沃迈松的时区为UTC+01:00、UTC+02:00（夏令时）。

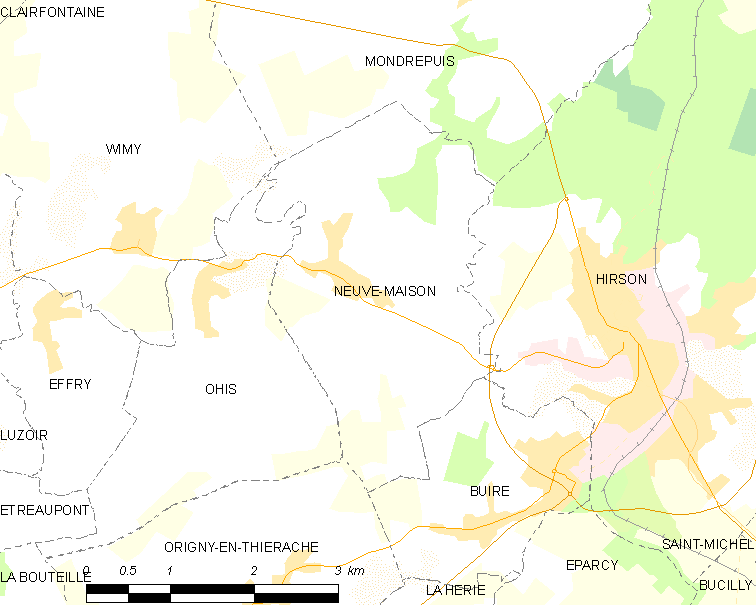
讷沃迈松的OSM定位图

## 行政
讷沃迈松的邮政编码为02500，INSEE市镇编码为02544。

## 政治
讷沃迈松所属的省级选区为伊尔松县。

## 人口

1962-2008年间讷沃迈松人口变化图示

讷沃迈松于2022年1月1日时的人口数量为607人。